# 彻底的个人主义
彻底的个人主义是一种源自个人主义的术语。指的是个体自力更生，不依赖外部（通常是政府或其他形式的集体）援助或支持的情况。该术语最初由美国总统赫伯特·胡佛提出，通常与自由放任主义及其支持者相关联。

## 历史
美国彻底的个人主义起源于美国的拓荒历史。在拓荒的过程当中，由于美国旧西部地区人口稀少、基础设施匮乏。因此在这种情况下，个体必须依靠自己生存。这种环境不仅迫使人们与更大的社区相隔绝，还可能改变了生活在边疆地区的人们的思想观念，使他们更倾向于支持个人主义，而非集体主义。
直到二十世纪中期，这一理念得到了胡佛内阁时期的美国内政部部长、前斯坦福大学校长雷·莱曼·威尔伯的倡导。他曾写道：“人们常说，每个人都有权享有经济安全。然而，那些被驯养的动物和鸟类是我所知道的唯一拥有经济安全的动物和鸟类，因为它们的经济安全受制于铁丝网、屠夫的刀和他人的欲望。它们被挤奶、剥皮、产蛋，或最终被保护者食用”。
马丁·路德·金在1968年3月10日的演讲《另一种美国》中特别提到了这一术语，称这个国家（指美国）对富人执行社会主义，对穷人执行个人主义。伯尼·桑德斯在2019年的一次演讲中引用了金的这句话。

## 对当代美国的影响
彻底的个人主义的理想依然是美国思想的一部分。2016年，皮尤研究中心的民意调查发现，57%的美国人认为自己在生活中获得的成功不是由他们无法控制的外部力量所决定的。此外，调查还发现58%的美国人更看重一个不干预的政府，而非一个积极致力于满足社会需求的政府。
大卫·W·布雷迪、希瑟·E·布洛克、彼得·L·卡莱罗等受访的学者在2020年接受关于他们与诺姆·乔姆斯基合著的新书《彻底的个人主义与对美国不平等的误解》的采访时称对这种个人主义理念的持续信仰是影响美国的社会开支和福利政策的一个重要因素。那些坚信彻底的个人主义价值观的美国人往往认为寻求政府援助的人对自己的处境负有责任，这导致他们对福利项目的支持减少，并且支持更严格的个人获得政府帮助的标准。美国的个人主义思想也延伸到了政府监管。那些曾长期处于美国边疆地区的人因为更受自己在美国边疆地区生活时所积累的生活经验的影响，所以在各种公投中往往更倾向于支持共和党候选人，而共和党候选人通常会投票反对诸如槍枝管制、增长最低工资和环境监管等等规定。